# À vous de juger (émission politique)
 (mars 2024).
Si vous disposez d'ouvrages ou d'articles de référence ou si vous connaissez des sites web de qualité traitant du thème abordé ici, merci de compléter l'article en donnant les références utiles à sa vérifiabilité et en les liant à la section « Notes et références ».
À vous de juger est une émission de télévision politique mensuelle, créée en 2005, diffusée le jeudi soir à 20 h 35 (auparavant 20 h 50) sur France 2 et présentée par Arlette Chabot (directrice de l'information de la chaîne jusqu'en août 2010 puis ancienne directrice de l'information), et accompagnée de Alain Duhamel. L'émission est arrêtée le 7 avril 2011. Le titre « À vous de juger » est également celui d'une émission télévisée antérieure des années 1950, produite par le journaliste François Chalais et consacrée à l'actualité cinéma.

## Principe de l'émission

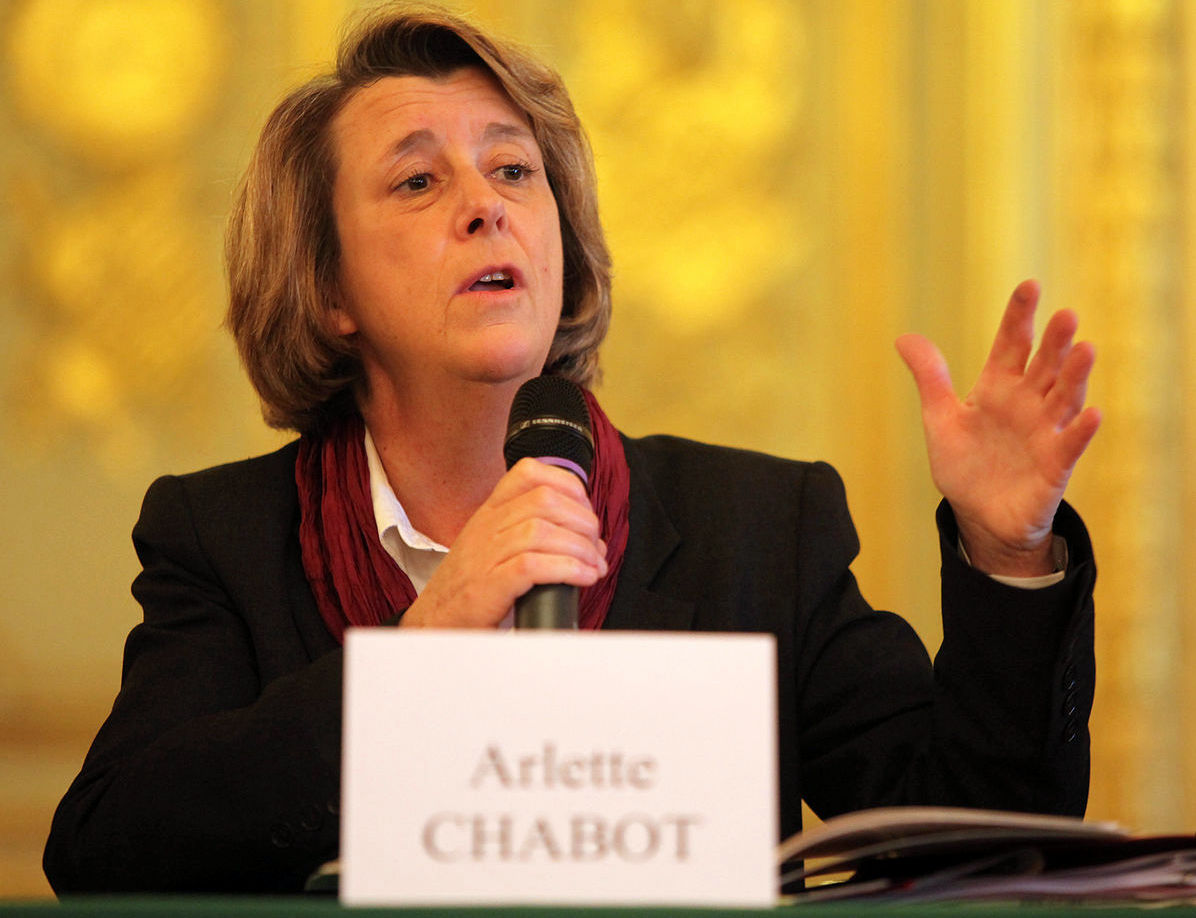
Arlette Chabot, présentatrice de l'émission.

À vous de juger est une émission conçue autour d'un thème d'actualité politique ou social ou autour d'une personnalité politique de premier plan. Ce magazine souhaite également donner la parole au citoyen téléspectateur qui peut intervenir pendant l'émission par téléphone, webcam ou SMS. Cependant à partir de 2008 les émissions abandonnent la participation par SMS et webcam pour se concentrer autour de l'interview et des débats.
Le premier invité fut le Premier ministre Dominique de Villepin. La seconde émission a été consacrée aux émeutes dans les banlieues. Dans l'entre-deux-tours de la campagne présidentielle de 2007, l'émission a consacré deux soirées successives aux deux candidats, d'abord Ségolène Royal, le mercredi 25 avril, puis Nicolas Sarkozy, le jeudi 26 avril.
Cette émission a remplacé 100 minutes pour convaincre, magazine politique d'Olivier Mazerolle qui a quitté France 2 en juin 2005. Elle est remplacée par Des paroles et des actes le 23 juin 2011.